# Ennio Nicotra
Ennio Nicotra (Palermo, 19 marzo 1963) è un direttore d'orchestra italiano.

## Biografia
Dopo aver completato gli studi presso il Conservatorio Alessandro Scarlatti di Palermo nel 1989 è vincitore di una borsa di studio che lo porta a studiare direzione d'orchestra al Conservatorio di San Pietroburgo, nella classe di Ilya Musin.
Fonda nel 2001 la Ilya Musin Society con lo scopo di diffondere in occidente il "Sistema Musin"  paragonato al "metodo Stanislavskij" per lo studio delle tecniche teatrali. Con la Ilya Musin Society tiene delle masterclass in Italia ed all'estero frequentate da studenti provenienti da tutto il mondo.
Allo scopo di diffondere e rendere più assimilabile il metodo Musin si dedica fra il 2000 e il 2007 ad una sua revisione e riadattamento che sfocerà nella pubblicazione del libro/DVD "Introduzione della Tecnica della direzione d'orchestra secondo il Sistema di Ilya Musin" (Edizioni Curci Milano 2007) dove con l'aiuto della tecnologia e della grafica vengono esposte le basi del linguaggio codificato da Musin. Realizzato con il contributo del duo pianistico Canino-Ballista il testo è già tradotto nelle maggiori lingue europee.
Alcuni suoi allievi sono vincitori di concorsi internazionali e direttori stabili di orchestre in Europa, America e Australia.
Dal 2011 è docente dei master di alto perfezionamento in Tecnica della Direzione d'Orchestra tenuti dall'Università di Milano-Bicocca.